# Jennifer Claffey
Jennifer „Jenny“ Claffey (* 25. Juli 1990 in Dublin) ist eine ehemalige irische Tennisspielerin.

## Karriere
Claffey spielte hauptsächlich Turniere der ITF Women’s World Tennis Tour, wo sie einen Titel im Einzel und zwei im Doppel gewann.
Von 2009 bis 2013 spielte sie in elf Begegnungen für die irische Fed-Cup-Mannschaft; sie gewann sieben ihrer elf Einzel- und acht ihrer 13 Doppelpartien.
2023 nahm sie an den Europaspielen im Padel teil.
Nach ihrer Tenniskarriere arbeitet sie als Tennistrainerin.

## Turniersiege

### Einzel
| Nr. | Datum            | Turnier             | Kategorie   | Belag     | Finalgegnerin            | Ergebnis  |
| --- | ---------------- | ------------------- | ----------- | --------- | ------------------------ | --------- |
| 1.  | 25. Oktober 2015 | Scharm asch-Schaich | ITF $10.000 | Hartplatz | Karola Patricia Bejenaru | 6:3, 7:64 |

### Doppel
| Nr. | Datum           | Turnier             | Kategorie   | Belag     | Partnerin              | Finalgegnerinnen                 | Ergebnis |
| --- | --------------- | ------------------- | ----------- | --------- | ---------------------- | -------------------------------- | -------- |
| 1.  | 25. April 2015  | Port El-Kantaoui    | ITF $10.000 | Hartplatz | Kathinka von Deichmann | Eetee Maheta Greta Mokroussowa   | 6:4, 6:2 |
| 2.  | 15. August 2015 | Scharm asch-Schaich | ITF $10.000 | Hartplatz | Sara Tomic             | Fatma Al-Nabhani Anette Munozova | 6:4, 6:0 |